# Чжао Минган
Чжао Минган (кит. 赵明刚; род. 30 мая 1988, Синтай, Хэбэй) — китайский боксёр, представитель средней весовой категории. Выступал за национальную сборную КНР по боксу в 2012—2017 годах, победитель и призёр многих турниров международного значения, участник летних Олимпийских игр в Рио-де-Жанейро.

## Биография
Чжао Минган родился 30 мая 1988 года в городском округе Синтай провинции Хэбэй, КНР.
Впервые заявил о себе в боксе в 2012 году, когда дошёл до четвертьфинала на домашнем международном турнире в Ордосе.
В 2013 году остановился в четвертьфинале чемпионата Китая в зачёте средней весовой категории, выступил на Всемирных играх боевых искусств в Санкт-Петербурге и на Кубке мира нефтяных стран в Ханты-Мансийске, где на стадии четвертьфиналов был остановлен россиянином Максимом Коптяковым.
На Кубке нефтяных стран 2014 года в Белоярском также дошёл до четвертьфинала, на сей раз проиграл другому россиянину Андрею Ковальчуку.
В 2015 году одержал победу в зачёте китайского национального первенства, выступил на Мемориале Дуйшенкула Шопокова в Бишкеке, на Кубке президента в Эрзуруме и на Кубке нефтяных стран в Ханты-Мансийске — здесь уже на предварительном этапе уступил представителю Туркменистана Арсланбеку Ачилову.
На Олимпийской квалификации Азии и Океании в Цяньане сумел дойти до финала, выиграв у всех соперников кроме казаха Жанибека Алимханулы — таким образом удостоился права защищать честь страны на летних Олимпийских играх 2016 года в Рио-де-Жанейро. На Играх уже в стартовом поединке категории до 75 кг единогласным решением судей потерпел поражение от азербайджанца Камрана Шахсуварлы и сразу же выбыл из борьбы за медали.
После Олимпиады в Рио Чжао в течение некоторого времени представлял команду «Китайские драконы» в полупрофессиональной лиге World Series of Boxing, в частности встречался здесь с известным боксёром из России Петром Хамуковым, проиграв ему единогласным решением.